# Stefan Greiner (Jurist)

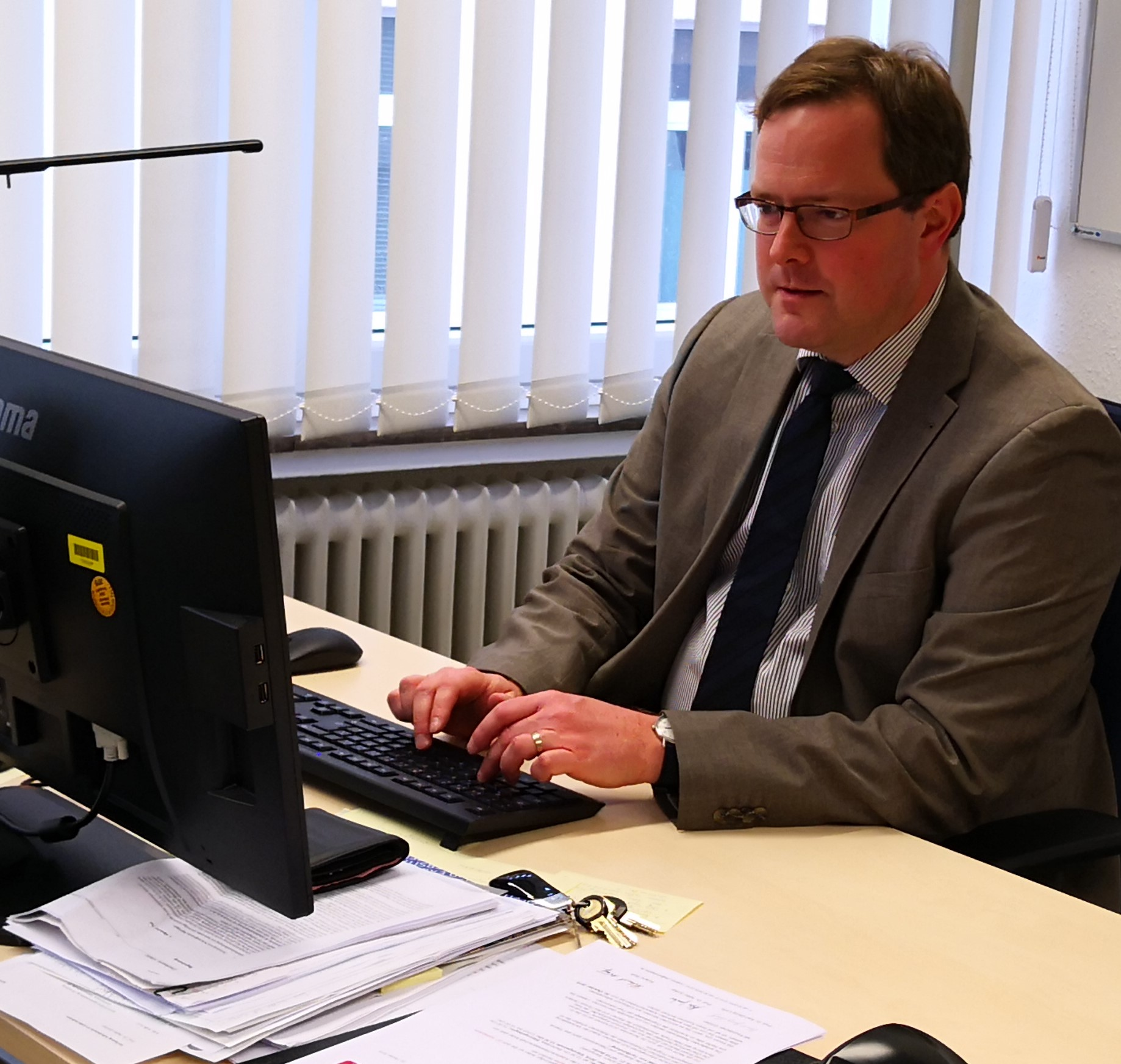
Stefan Greiner (2019)

Stefan Greiner (* 10. Januar 1978 in Essen) ist ein deutscher Rechtswissenschaftler. Seit 2012 ist er Professor für Bürgerliches Recht, Arbeitsrecht und Sozialrecht an der Rheinischen Friedrich-Wilhelms-Universität Bonn, seit 2018 zudem Direktor des dortigen Instituts für Arbeitsrecht und Recht der Sozialen Sicherheit.

## Forschungsbereiche
Schwerpunkte seiner Tätigkeit sind das Tarifrecht und Arbeitskampfrecht, das arbeitsrechtliche Leistungsstörungsrecht und Kündigungsrecht sowie das Sozialversicherungsrecht. Besonders interessieren ihn überdies Fragestellungen im Grenzbereich des Arbeits- und Sozialrechts zu benachbarten Disziplinen (Verfassungsrecht, Europarecht und bürgerliches Recht). Im März 2024 trat Greiner für ein besonderes Streikrecht im Bereich der Daseinsvorsorge ein, weil hier Freiheitsrechte Dritter beeinträchtigt seien, die der Staat zu schützen habe.

## Akademischer Werdegang
Greiner studierte von 1997 bis 2001 als Stipendiat der Konrad-Adenauer-Stiftung Rechtswissenschaften an der Heinrich-Heine-Universität Düsseldorf. 2001 legte er sein erstes juristisches Staatsexamen ab. Danach arbeitete er von 2002 bis 2004 als wissenschaftlich Beschäftigter am Forschungsinstitut für Deutsches und Europäisches Sozialrecht der Universität zu Köln bei Ulrich Preis. In dieser Zeit verfasste er als Promotionsstipendiat der Studienstiftung des Deutschen Volkes seine Dissertation zu Rechtsgüter- und Pflichtenkollisionen im Zivilrecht. Die 2004 abgeschlossene Arbeit wurde 2005 mit dem Ehrhardt Imelmann-Promotionspreis ausgezeichnet. Von 2003 bis 2005 absolvierte Greiner das juristische Referendariat (u. a. mit einer Station beim Deutschen Bundestag), welches er mit dem zweiten Staatsexamen abschloss. Nach seiner Zulassung zur Rechtsanwaltschaft 2005 war er kurzzeitig als arbeitsrechtlich spezialisierter Rechtsanwalt in einer internationalen Wirtschaftskanzlei tätig. Von 2006 bis 2011 arbeitete er erneut bei Ulrich Preis als wissenschaftlicher Mitarbeiter bzw. Akademischer Rat am Institut für Deutsches und Europäisches Arbeits- und Sozialrecht der Universität Köln. 2009 erfolgte seine Habilitation zu dem Thema „Rechtsfragen der Koalitions-, Tarif- und Arbeitskampfpluralität“. Greiner erhielt die Lehrbefugnis für Bürgerliches Recht, Arbeits- und Sozialrecht. Nach Professurvertretungen – u. a. in Bochum und Jena – wurde er 2011 zum Universitätsprofessor an der Ruhr-Universität Bochum ernannt. 2012 folgte Greiner einem Ruf an die Rheinische Friedrich-Wilhelms-Universität Bonn und ist seither dort Professor für Bürgerliches Recht, Arbeitsrecht und Sozialrecht. Als Gastdozent lehrte er zwischenzeitlich an der Université François-Rabelais de Tours und der T.C. Istanbul Kültür Üniversitesi; seit 2013 ist er regelmäßig Dozent an der Deutschen Rechtsschule (Szkoła Prawa Niemieckiego) der Universität Warschau.
2018 lehnte er einen Ruf an die Justus-Liebig-Universität Gießen ab.

## Fachbezogene Mitgliedschaften und Funktionen
Seit 2017 ist Greiner nebenamtlich als Redaktionsleiter und Mitherausgeber der Neuen Zeitschrift für Sozialrecht (NZS) tätig. Ferner ist er Mitherausgeber der Schriften zum deutschen und europäischen Recht der Arbeit und der sozialen Sicherheit. In mehreren Verfassungsbeschwerdeverfahren vor dem Bundesverfassungsgericht zu koalitions- und tarifrechtlichen Fragestellungen fungiert er als Verfahrensbevollmächtigter.
Greiner ist Mitglied der Zivilrechtslehrervereinigung, der Vereinigung der Arbeitsrechtslehrer, des Deutschen Arbeitsgerichtsverbands und des Deutschen Sozialrechtsverbandes. Er fungiert als Auswahldozent der Studienstiftung des Deutschen Volkes, der Konrad-Adenauer-Stiftung und des Deutschen Akademischen Austauschdienstes (DAAD).

## Veröffentlichungen (Auswahl)
- Rechtsfragen der Koalitions-, Tarif- und Arbeitskampfpluralität (= Schriftenreihe des Instituts für Arbeits- und Wirtschaftsrecht der Universität zu Köln, Band 112). 2. unv. Aufl., Verlag C. H. Beck, München 2012
- Ideelle Unzumutbarkeit – Dogmatik und Praxis der Leistungsverweigerung bei Rechtsgüter- und Pflichtenkollisionen im Zivilrecht (= Schriften zum Bürgerlichen Recht, Band 298). Verlag Duncker & Humblot, Berlin, 2004
- Stefan Greiner: Schuldrecht Besonderer Teil: Vertragliche Schuldverhältnisse. 2. Auflage. Springer, 2019, ISBN 978-3-662-57790-5.
- Das arbeitskampfrechtliche Verhältnismäßigkeitsprinzip (= HSI-Schriftenreihe, Band 25), 2018
- Kommentierung des Mindestlohngesetzes. Beck’scher Online-Kommentar Arbeitsrecht, 49. Edition, Stand 1. September 2018